# Grange aux dîmes (Samoreau)

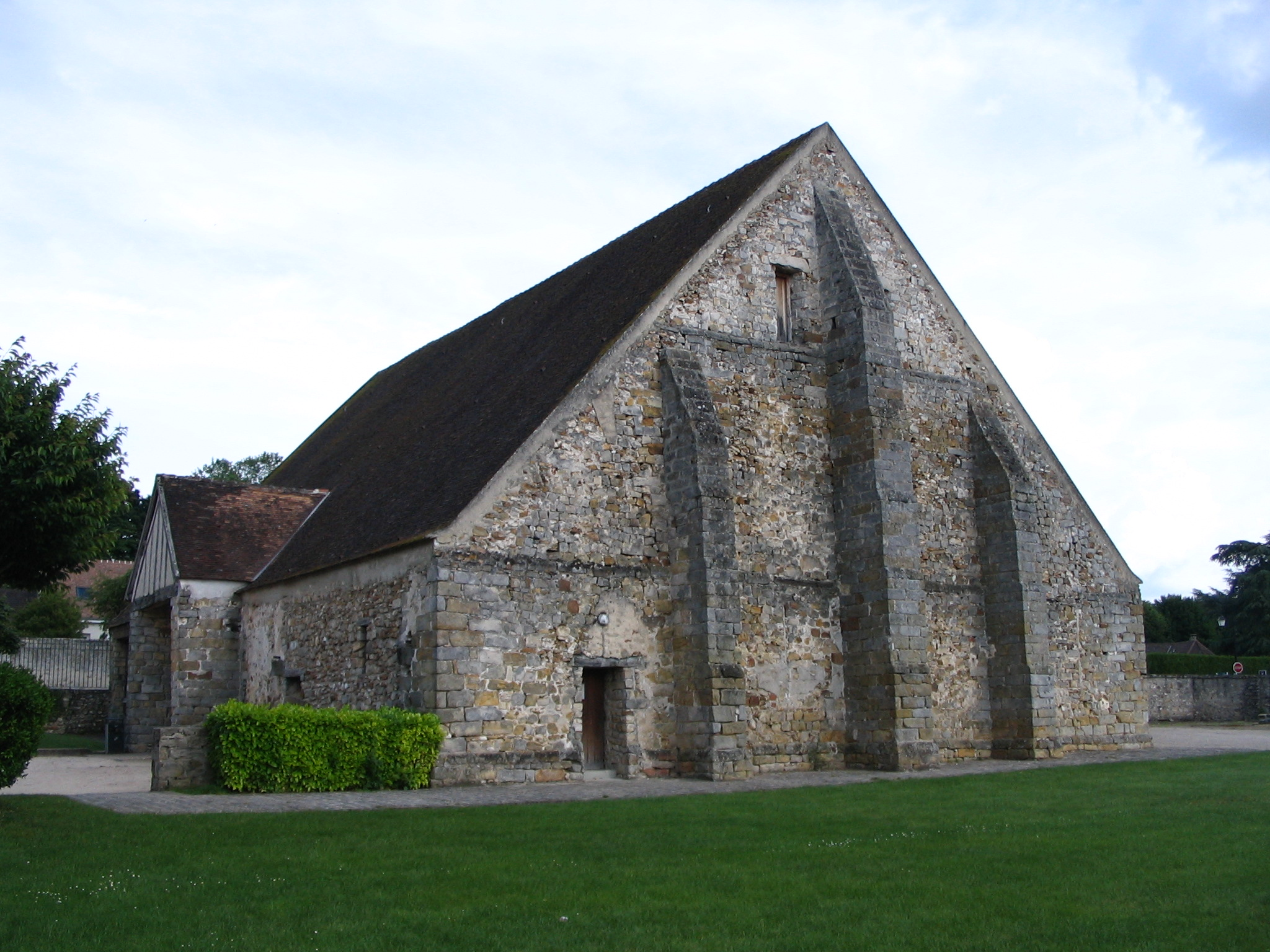
Grange aux dîmes in Samoreau

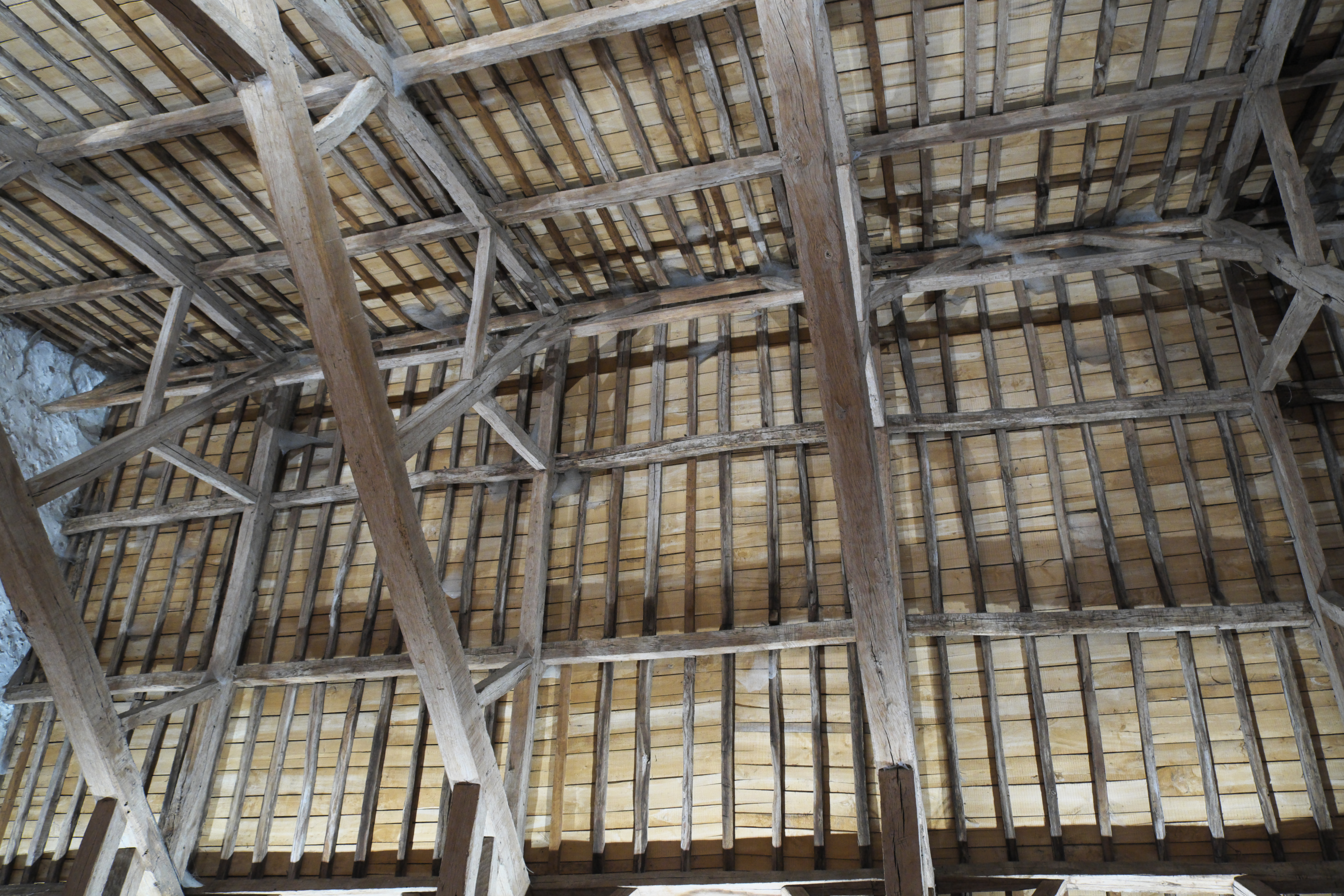
Dachstuhl

Die Grange aux dîmes in Samoreau, einer französischen Gemeinde im Département Seine-et-Marne in der Region Île-de-France, wurde im 13. Jahrhundert errichtet. Die Zehntscheune auf dem Gelände des Bauernhofes Ferme du Bas-Samoreau ist seit 1926 als Monument historique klassifiziert.
Die Zehntscheune diente der Grundherrschaft, der Abtei Saint-Germain-des-Prés, bis zur Verstaatlichung während der Revolution im Jahr 1791 zur Lagerung des Zehnten.
Sie ist das einzige Gebäude, das vom Ensemble des großen Bauernhofs (Ferme du Bas-Samoreau) erhalten geblieben ist. Dazu gehörten Ställe, eine Scheune, ein Schweinestall und eine Molkerei.